# پوتر (محترم آباد)
پوتر، روستایی در دهستان محترم‌آباد بخش کتیج شهرستان فنوج در استان سیستان و بلوچستان ایران است. این روستا در ۶ کیلومتری جنوب محترم‌آباد قرار دارد. 

## جمعیت
بر پایه سرشماری عمومی نفوس و مسکن در سال ۱۳۹۵، جمعیت این روستا برابر با ۵۴ نفر (۱۱ خانوار) بوده‌است.

## مشکلات
آسفالت نشدن جاده محترم آباد پوتر
این جاده برای پوتر بسیار مهم است زیرا پوتر را به محترم‌آباد و دیگر مناطق شهرستان فنوج وصل می کند و تنها راه ارتباطی با پوتر همین جاده است که خاکی و ناهموار است به همین علت مردم پوتر در رفت و آمد دچار مشکل شده اند و تقاضا دارند جاده محترم آباد پوتر هرچه زودتر آسفالت شود.
کمبودآب
آب این روستا غیر بهداشتی است و با توجه به فصل گرم کمبود آب در  این روستا بیشتر مشاهده می شود و کشاورزان از کمبود آب رنج می بردند.
وضعیت بد آنتن دهی
آنتن دهی در این روستا بسیار ضعیف است و مردم برای برقراری تماس مجبورند به بالای کوه و تپه های اطراف بروند.